# Skierniewice
Skierniewice è una città polacca del distretto di Skierniewice nel voivodato di Łódź.
Ricopre una superficie di 32,6 km² e nel 2007 contava 49 300 abitanti.

## Geografia fisica
È situata nel voivodato di Łódź dal 1999, mentre dal 1975 al 1998 ha fatto parte del voivodato di Skierniewice, di cui è stata capitale. La città è situata esattamente a metà strada tra Łódź e Varsavia.

## Istruzione
- Wyższa Szkoła Ekonomiczno-Humanistyczna

## Politica

### Costituente di Piotrkow Trybunalski/Skierniewice
Membri del Parlamento (Sejm) eletti dalla costituente di Piotrkow/Skierniewice
- Bujak Bogdan, SLD-UP
- Jagieliński Roman, SLD-UP
- Kędziak Tadeusz, LPR
- Kwaśniewska Dorota, Samoobrona
- Łyżwiński Stanisław, Samoobrona
- Musiał Zbigniew, SLD-UP
- Radziszewska Elżbieta, PO
- Sobotka Zbigniew, SLD-UP
- Wojciechowski Janusz, PSL

## Sport
La località è famosa per l'incidente stradale in cui,il 3 settembre 1989, morì l' ex calciatore Gaetano Scirea, a soli 36 anni.

### Gemellaggi
Skierniewice è gemellata con le seguenti città:
- Gera
- Châtelaillon-Plage
- Târgoviște
- Hart-Purgstall
- Náměšť na Hané